# XXS Records
XXS Records war ein Independent-Plattenlabel aus Hamburg. Es wurde 1996 von Michael Hess und Ruth Witte gegründet. Der Name (alternative Schreibweise: iXiXeS Records) leitete sich von dem 1993 von Michael Hess und Marc Fischer ins Leben gerufenen Fanzine XXS ab. Das Label veröffentlichte vor allem Bands der Hamburger Alternative-Country- und Popszene wie etwa Fink (Band), Veranda Music, Acadian Post, Helikon, Tenfold Loadstar, aber auch Acts aus anderen deutschen Städten sowie den USA. 2004 stellte das Label seinen aktiven Betrieb ein.

## Produktionen
- xxs01 – Diverse: Kantrie (LP, 1997)
- xxs02 – Fink: Vogelbeobachtung im Winter (CD, 1997)
- xxs03 – Fink: Loch in der Welt (CD, 1998)
- xxs04 – Staub: tape (CD, 1998)
- xxs05 – Veranda Music: Here’s to Them All (CD, 1999)
- xxs06 – Veranda Music feat. Manolo El Dourado: A Night in Jaçanã (7-Zoll-Single, 1999)
- xxs07 – Missouri: At the End of the Year (7-Zoll-Single, 1999)
- xxs08 – Handschlag: Komm an come on (CD, 2000)
- xxs09 – Helikon: Helikon (7-Zoll-Single, 2000)
- xxs10 – Diverse: Land of the Kantrie Giants (CD, 2000)
- xxs11 – Missouri: It’s a Glow-in-the-dark Good Time (CD, 2000)
- xxs12 – Veranda Music: Leblon (CD, 2000)
- xxs13 – Erhard & Missouri: This Is Not Our Scene (CD, 2001)
- xxs14 – Tenfold Loadstar: Tenfold Loadstar (CD, 2001)
- xxs15 – Melomane: Resolvo (CD, 2001)
- xxs16 – Helikon: Nicht irgendwo sondern hier (CD, 2001)
- xxs17 – Reid Paley, Revival (CD, 2001)
- xxs18 – Missouri: To the Darkened Corners Here We Go (CD, 2002)
- xxs19 – Veranda Music: Look of Joy (CD, 2002)
- xxs20 – The Twang: Countryfication (CD, 2003)
- xxs21 – Acadian Post: Acadian Post (CD, 2003)
- xxs22 – Melomane: Solresol (CD, 2003)
- xxs23 – The Twang: Let There Be Twang (CD, 2004)